# Telingana campbelli
Telingana campbelli är en insektsart som beskrevs av William Lucas Distant. Telingana campbelli ingår i släktet Telingana och familjen hornstritar. Inga underarter finns listade i Catalogue of Life.